# Jaworowo-Kłódź
Jaworowo-Kłódź – wieś w Polsce położona w województwie mazowieckim, w powiecie sierpeckim, w gminie Zawidz.Ma status sołectwa.
| SIMC    | Nazwa       | Rodzaj    |
| ------- | ----------- | --------- |
| 0579543 | Pachtarnia  | część wsi |
| 0579550 | Próchniatka | część wsi |

W latach 1975–1998 miejscowość administracyjnie należała do województwa płockiego.